# Coweta County
Das Coweta County ist ein County im Bundesstaat Georgia der Vereinigten Staaten. Der Verwaltungssitz (County Seat) ist Newnan, das nach Daniel Newnan benannt wurde, einem General im großen Indianerkrieg von 1812.

## Geographie
Das County liegt im mittleren Nordwesten, ist im Westen etwa 40 km von Alabama entfernt und hat eine Fläche von 1155 Quadratkilometern, wovon neun Quadratkilometer Wasserfläche sind, und grenzt im Uhrzeigersinn an folgende Countys: Fulton County, Fayette County, Spalding County, Meriwether County, Troup County, Heard County und Carroll County.
Das County ist Teil der Metropolregion Atlanta.

## Geschichte
Coweta County wurde am 9. Juni 1825 als 67. County von Georgia gebildet. Benannt wurde es nach den Coweta-Indianern, einem Zweig der Creek-Indianer.

## Demografische Daten
Laut der Volkszählung von 2010 verteilten sich die damaligen 127.317 Einwohner auf 45.673 bewohnte Haushalte, was einen Schnitt von 2,77 Personen pro Haushalt ergibt. Insgesamt bestehen 50.171 Haushalte.
76,1 % der Haushalte waren Familienhaushalte (bestehend aus verheirateten Paaren mit oder ohne Nachkommen bzw. einem Elternteil mit Nachkomme) mit einer durchschnittlichen Größe von 3,18 Personen. In 41,0 % aller Haushalte lebten Kinder unter 18 Jahren sowie in 20,9 % aller Haushalte Personen mit mindestens 65 Jahren.
29,8 % der Bevölkerung waren jünger als 20 Jahre, 25,5 % waren 20 bis 39 Jahre alt, 29,0 % waren 40 bis 59 Jahre alt und 15,9 % waren mindestens 60 Jahre alt. Das mittlere Alter betrug 37 Jahre. 48,9 % der Bevölkerung waren männlich und 51,1 % weiblich.
75,9 % der Bevölkerung bezeichneten sich als Weiße, 17,3 % als Afroamerikaner, 0,3 % als Indianer und 1,5 % als Asian Americans. 3,0 % gaben die Angehörigkeit zu einer anderen Ethnie und 2,1 % zu mehreren Ethnien an. 6,7 % der Bevölkerung bestand aus Hispanics oder Latinos.
Das durchschnittliche Jahreseinkommen pro Haushalt lag bei 61.662 USD, dabei lebten 13,0 % der Bevölkerung unter der Armutsgrenze.

## Kultur und Sehenswürdigkeiten

Gordon-Banks House, südlich von Newnan (2014). Das Anwesen geht auf das Jahr 1827 zurück und wurde im Januar 1972 als erstes Objekt im County in das NRHP eingetragen.

26 Bauwerke, Stätten und „historische Bezirke“ (Historic Districts) im Coweta County sind im National Register of Historic Places („Nationales Verzeichnis historischer Orte“; NRHP) eingetragen (Stand 19. August 2023), neben dem Gerichts- und Verwaltungsgebäude des County sind dies unter anderem zwei Schulen und ein Hotel.

## Orte im Coweta County
Orte im Coweta County mit Einwohnerzahlen der Volkszählung von 2010:
Cities:
- Grantville – 3.041 Einwohner
- Newnan (County Seat) – 33.039 Einwohner
- Palmetto – 4.488 Einwohner
- Senoia – 3.307 Einwohner

Towns:
- Haralson – 166 Einwohner
- Moreland – 399 Einwohner
- Sharpsburg – 341 Einwohner
- Turin – 274 Einwohner

Census-designated place:
- East Newnan – 1.321 Einwohner